# 당나라의 동돌궐 병합
당나라의 동돌궐 병합은 630년 당 태종이 북방의 동돌궐을 상대로 일련의 군사 작전을 감행하여 일릭 카간을 사로잡고 동돌궐을 병합한 것을 가리킨다. 태종(재위 626~649)은 당나라의 두 번째 황제로, 즉위 초부터 북방 변경에서 강력한 위협에 직면했고 위협의 주체는 동돌궐이었다. 즉위 초기 태종은 동돌궐의 지도자인 일릭 카간에게 유화 정책을 펼치는 한편, 대규모 공세를 준비하기 위해 몇 년 동안 대비했다. 이 기간 동안 그는 돌궐의 속국이었으나 불만을 품고 있던 설연타(薛延陀)와 동맹을 맺어 돌궐에 대한 압박을 강화했다. 마침내 태종은 629년 겨울 원정을 개시했고, 명장 이정에게 군을 맡겼다. 전투는 630년에 종결되었으며, 이정은 동돌궐을 무너뜨리고 일릭 카간을 사로잡았다. 
동돌궐이 멸망한 후, 설연타가 당나라의 북방 대부분을 차지한 가운데, 태종은 돌궐인들을 중원 내로 이주시켜 감시하려 했다. 그러나 동돌궐 왕족 출신 아쉬나 걸사수(阿史那結社率)가 태종 암살을 시도하자 정책을 변경했다. 이후 그는 돌궐인들을 만리장성 북쪽, 고비 사막 남쪽에 정착시키고, 당에 충성하는 완충국가를 세우려 했다. 이를 위해 태종은 아사나사마를 새로운 칸으로 삼아, 기립리(契苾利) 가한이라는 칭호를 내렸다. 그러나 645년 무렵, 돌궐 내부 갈등과 설연타의 압박으로 인해 이 계획은 실패로 돌아갔다.
결국 당나라는 동돌궐을 복원하려는 시도를 포기했다. 이로 인해 형성된 정치적 공백 속에서 남은 돌궐 부족들은 다시 힘을 키웠고, 태종의 아들 당 고종(唐高宗) 시기 쿠틀룩이 새로운 동돌궐을 건설하며 다시 당나라의 적으로 떠올랐다.